# Villa Godi
La Villa Godi es una villa del siglo XVI relacionada con el arquitecto Andrea Palladio. Se encuentra en la localidad de Lonedo, en el municipio italiano de Lugo di Vicenza. Junto con otras villas palladianas del Véneto, está inscrita, desde el año 1996 en la lista de lugares Patrimonio de la Humanidad de la Unesco.

## Historia
Es uno de los primeros proyectos de A. Palladio, el primero documentado con seguridad, en cuanto que viene documentado en el tratado del propio arquitecto Los cuatro libros de arquitectura. La obra fue encargada por los hermanos Girolamo, Pietro y Marcantonio Godi, se comenzó en 1537 y acabó en 1542, con modificaciones posteriores de la entrada trasera y los jardines.
Con toda probabilidad no se trató de un encargo autónomo, sino más bien de una obra obtenida en el taller de Gerolamo Pittoni y Giacomo da Porlezza, en el cual el joven Andrea tenía el papel de especialista de arquitectura. En realidad, las labores de reforma de la propiedad de la familia comenzaron ya en 1533 por voluntad del padre Enrico Antonio Godi, con la construcción de una barchessa dórica en el patio de la izquierda.
Villa Godi marca la etapa inicial del intento de construir una nueva tipología de casa de campo, en la que es evidente la voluntad de entretejer temas derivados de la tradición constructiva local con los nuevos conocimientos que Palladio estaba adquiriendo poco a poco gracias a la ayuda de Giangiorgio Trissino.
La villa y los amplios jardines están abiertos al público por la tarde, a lo largo de todo el año. El edificio también alberga un museo de arqueología en el sótano, con cientos de fósiles de plantas y animales de la región. Su gran parque fue planeado en el siglo XIX y se usó como localización de la película Senso.

## Arquitectura

Villa Godi en Los cuatro libros de arquitectura (1570).

El edificio es sorprendente porque en él falta la ornamentación que habitualmente se asocia con la obra de madurez de Palladio, faltando igualmente el preciosismo decorativo típico de la tradición quattrocentesca, y por las proporciones refinadas y simétricas de la fachada y la aglomeración de masas de la estructura.
El plano está organizado con dos apartamentos a cada lado del eje central con una logia de entrada retranqueada y el salón principal. El plano publicado en Los cuatro libros de arquitectura indica que se pretendía que fuera un extenso complejo de edificios de granja.
Este trabajo preliminar de Palladio aún muestra características de la arquitectura de su época. No parece aún haberse inspirado en una unidad armónica de paisaje y arquitectura. El edificio es un bloque macizo que consiste en tres partes separadas. Las zonas figurativas y habitadas están claramente separadas entre sí y no presentan una apariencia unificada. El tramo de escaleras está flanqueado por balaustradas y, en su anchura, se corresponde con la arcada media de la galería.

## Frescos

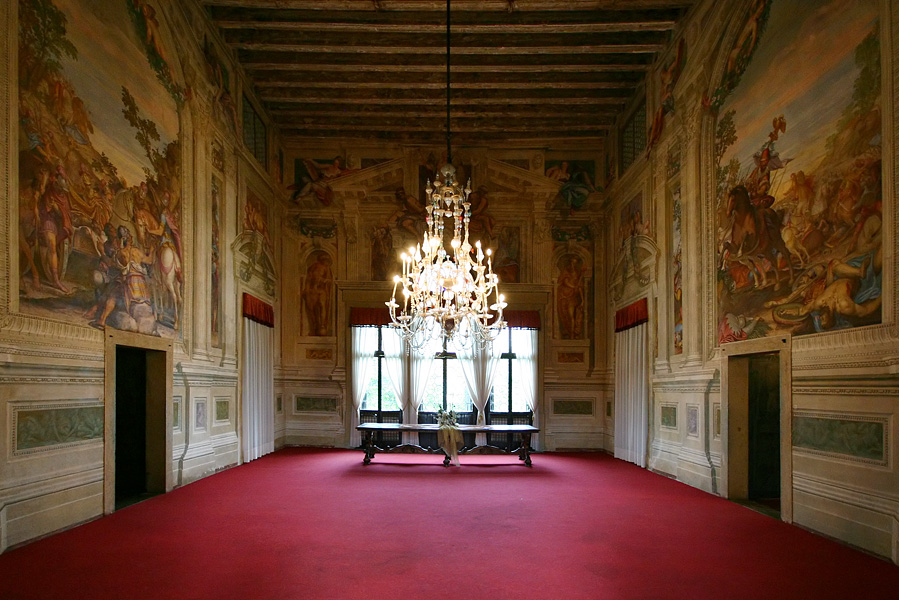
Salón en el centro de Villa Godi.

El interior fue decorado con frescos inicialmente obra de Gualtiero Padovano, y más tarde por Giovanni Battista Zelotti y Battista del Moro en cuya «Sala de las Musas» se ven cariátides dentro de una composición de musas y poetas en paisajes arcádicos. Ruinas de un templo griego forman también el telón de fondo para la representación de los dioses olímpicos. Esto se ve seguido por símbolos de paz y justicia, un tema común en las villas venecianas después de la Guerra de la Liga de Cambrai y el deseo de una nueva Pax Veneziana o gran paz dentro de la República de Venecia.